# إدي إدغار
إدي إدغار (بالإنجليزية: Eddie Edgar)‏ (31 أكتوبر 1956 في المملكة المتحدة - ) هو لاعب كرة قدم بريطاني في مركز حراسة المرمى. لعب مع نادي هارتلبول يونايتد ونيوكاسل يونايتد.